# Hypsiboas liliae
Hypsiboas liliae är en groddjursart som beskrevs av Kok 2006. Hypsiboas liliae ingår i släktet Hypsiboas och familjen lövgrodor. IUCN kategoriserar arten globalt som livskraftig. Inga underarter finns listade i Catalogue of Life.